# Деветак (планина)
Деветак је планина у источном дијелу Републике Српске, у Босни и Херцеговини. Највиши врх планине Безданица се налази на надморској висини од 1.424 m.
Планина припада Динарском планинском систему планина, групи планина источне Босне.